# Mikrokator

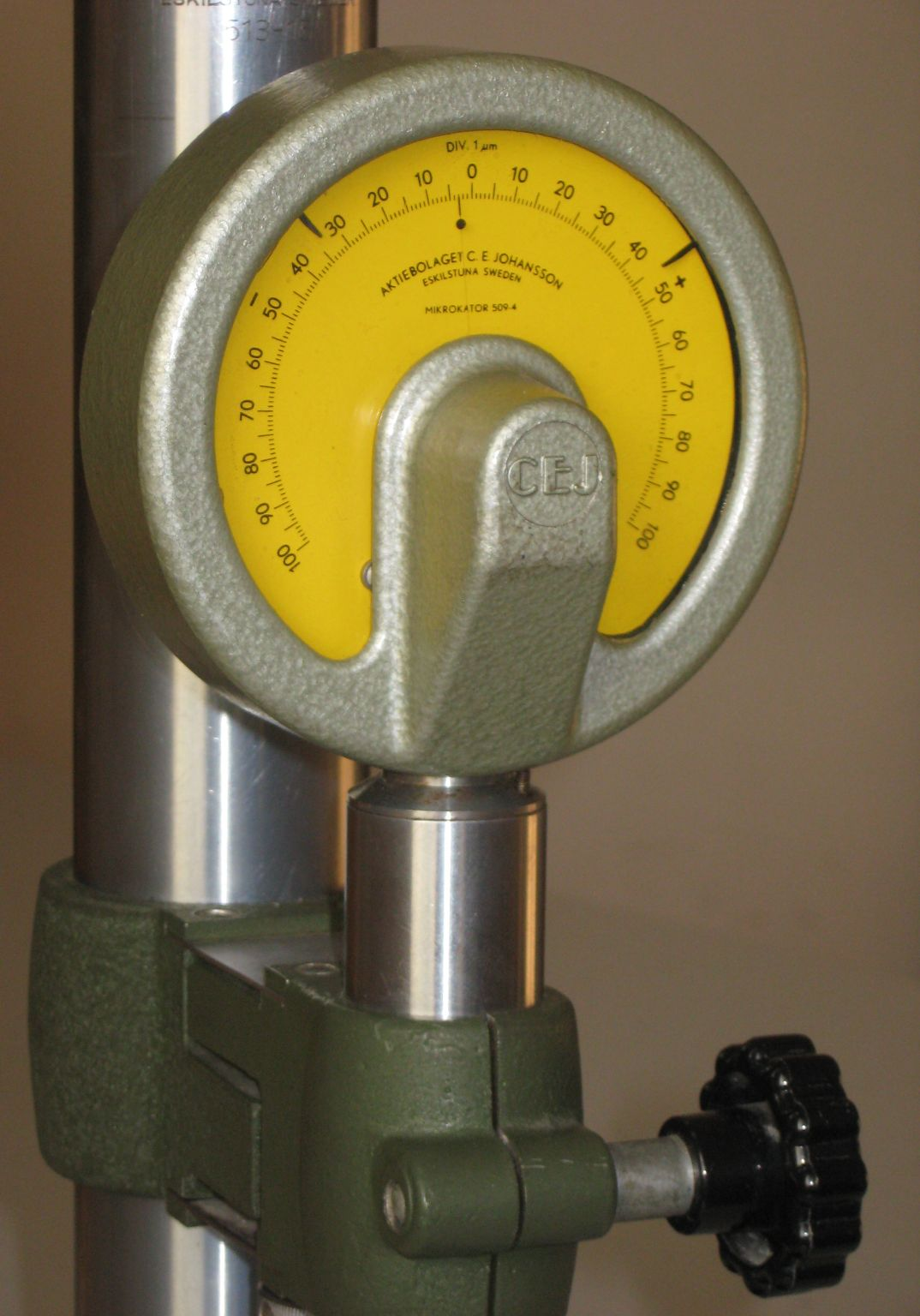
Czujnik sprężynowy w statywie pionowym produkcji C.E. Johansson Szwecja ok. roku 1986

Mikrokator – czujnik sprężynowy, czujnik pomiarowy długości z przetwornikiem sprężynowym. Wynaleziony przez H. Abramsona w firmie CE Johansson, opatentowany w Szwecji – nr patentu 82522, 1931.

## Opis techniczny
Czujniki sprężynowe są najdokładniejszymi czujnikami mechanicznymi o przełożeniu osiągającym nawet 50 000. W zależności od konstrukcji czujnika, kąt obrotu wskazówki zawiera się  od 90° do 300°. Podzielnia może mieć od 60 do 200 działek elementarnych o wartościach z przedziału od 0,02 μm do 10 μm. Niekiedy w celu zwiększenia dokładności w miejsce wskazówki stosuje się projekcję plamki świetlnej na podzielnię. Mówimy wtedy o optikatorze.

## Producenci

### Historia
Mikrokatory są produkowane od 1938 r. do dziś (r. 2011) w Firmie CE. Johansson (należącej od 2010 r. do Hexagon Metrology Nordic AB). 

### Polska
W Polsce  produkowane były seryjnie czujniki o działce elementarnej 1 μm i zakresie pomiarowym ±50 μm w Fabryce Wyrobów Precyzyjnych w Warszawie w latach 60 i 70. XX. Wdrożenie to uzyskało nagrodę Mistrza Techniki III stopnia. W latach 80. w Kombinacie Przemysłu Narzędziowego VIS produkowano inne modele czujników pod nazwą Metrotest (1 μm, ±70 μm oraz 0,5 μm, ±35 μm). 

### Na świecie
Mikrokatory wytwarzano również w NRD w firmie Keilpart (Mykator), w Czechosłowacji w firmie Somet (Somkator) oraz w ZSRR przez Ленинградский Инструменталный Завод. W Rosji są nadal (2011) produkowane (Инструментальная компания НПО Факел). Mikrokatory są także wytwarzane przez różne firmy zachodnioeuropejskie pod nazwami takimi jak, Microtast lub Microtest.

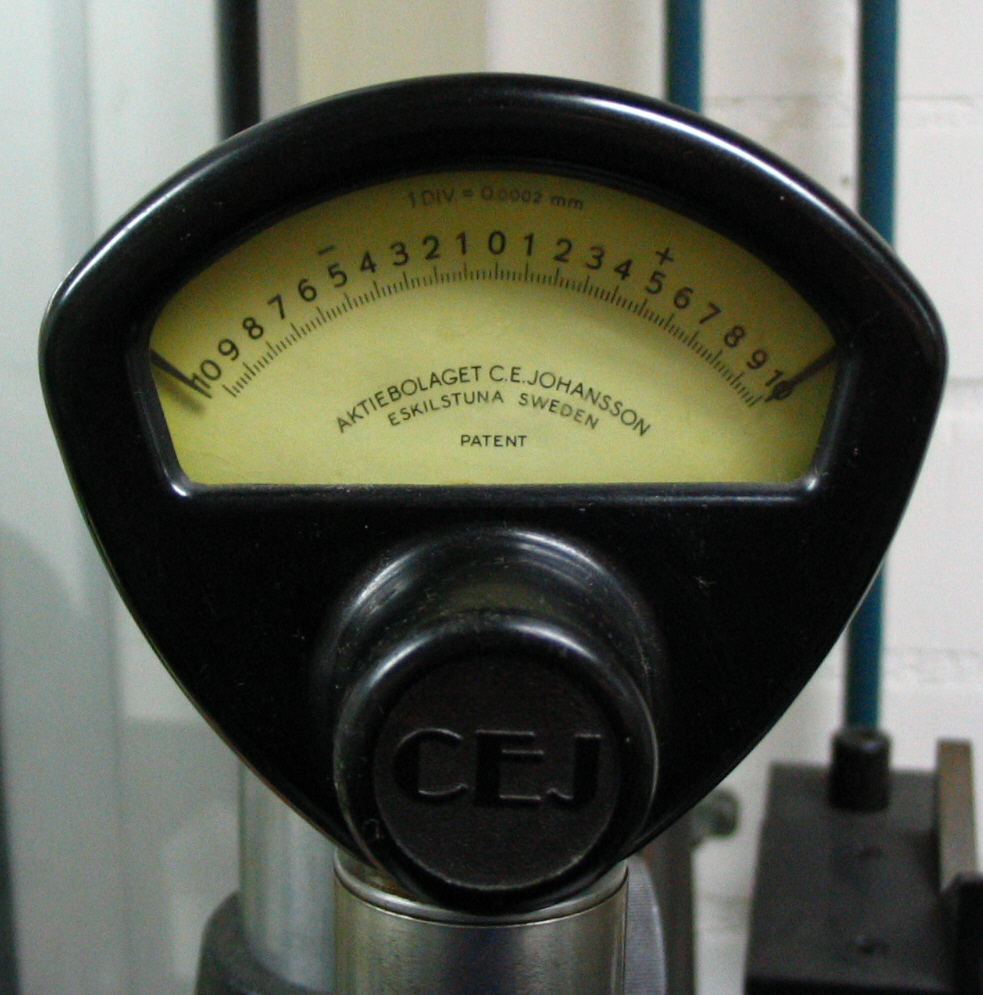
C.E. Johansson zakres ±10 μm,  działka 0,2 μm
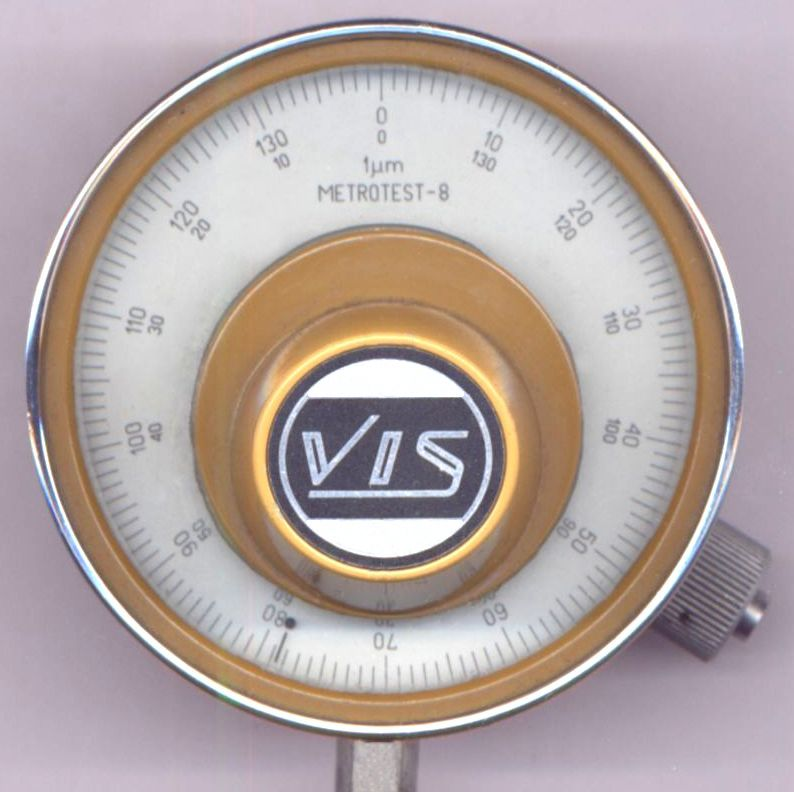
OBR Kombinatu Przemysłu Narzędziowego VIS  (ok. r. 1975) zakres ±60 μm,  działka 1 μm
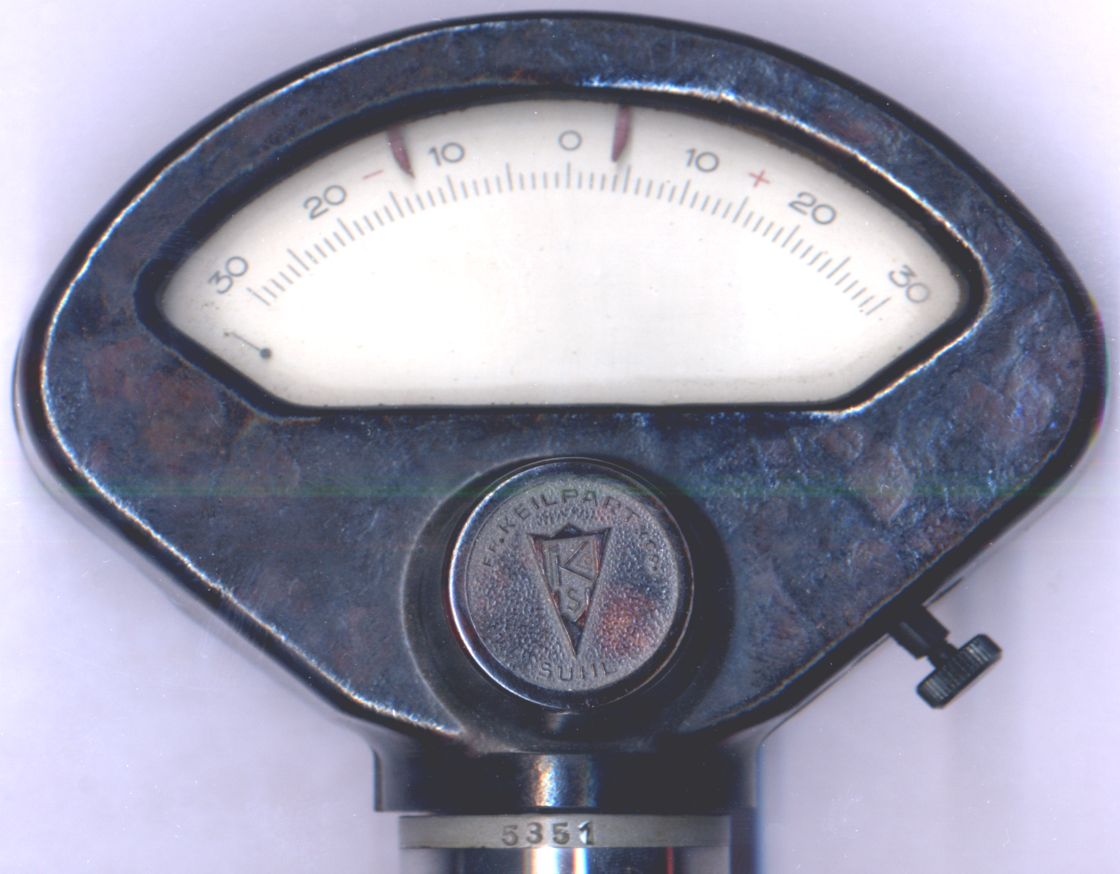
Keilpart Suhl NRD  (przed r. 1960) zakres ±30 μm,  działka 1 μm